# Harry Böninger
Carl Arnold Harry Böninger (* 11. Februar 1859 in Duisburg; † 31. Mai 1894 in Heidelberg) war ein deutscher Verwaltungsbeamter.

## Leben
Harry Böninger stammte aus einer Duisburger Industriellenfamilie. Sein Vater war der Fabrikbesitzer Arnold Böninger. Nachdem er am 28. Juli 1877 am Gymnasium in Duisburg das Abitur erlangt hatte, studierte er zunächst ein Jahr an den Universitäten Lausanne und Bonn das Fach Philologie. Zum Wintersemester 1878 wechselte er in Bonn zum Studienfach Jura, ab Wintersemester 1879 bis 1882 studierte er in Berlin und Straßburg weiter die Rechtswissenschaften. Während seines Studiums in Bonn hatte er ab Oktober 1878 zugleich als Einjährig-Freiwilliger im dortigen Husaren-Regiment „König Wilhelm I.“ (1. Rheinisches) Nr. 7 zu dienen.
Am 4. Mai 1878 ist Böninger dem Corps Hansea Bonn als  Renonce beigetreten, die Reception erfolgte am 19. Februar 1879. Ab dem 29. April 1879 übernahm er als  Drittchargierter (Subsenior) bestimmte Funktionen im Corps, bevor er schließlich zum 1. Oktober desselben Jahres – anlässlich des Studienortswechsels nach Berlin – wiederum inaktiv wurde.
Im Juli 1882 legte er das juristische Referendarexamen ab und wurde wenige Wochen später an der Universität Göttingen zum Dr. jur. promoviert. Anschließend absolvierte er bis August 1884 das Gerichtsreferendariat am Landgericht Düsseldorf und bis August 1887 das Regierungsreferendariat bei den Regierungen in Düsseldorf und Königsberg. 
Nach bestandenem Regierungs-Assessorexamen wurde Böninger Ende August 1887 Regierungsassessor bei der Regierung Minden. Von Oktober 1890 bis zu seinem Tod 1894 war er Landrat des Landkreises Merzig.